# هیلاری کلینتون
هیلاری دایَن رادام کلینتون (انگلیسی: Hillary Diane Rodham Clinton؛ زادهٔ ۲۶ اکتبر ۱۹۴۷) سیاستمدار، وکیل و دیپلمات آمریکایی است. او در دولت باراک اوباما از سال ۲۰۰۹ تا ۲۰۱۳ به‌عنوان شصت و هفتمین وزیر امور خارجه ایالات متحده فعالیت می‌کرد. همچنین از سال ۲۰۰۰ تا ۲۰۰۹ به عنوان سناتور ایالات متحده از ایالت نیویورک و از ۱۹۹۳ تا ۲۰۰۱ در دوره ریاست‌جمهوری شوهرش بیل کلینتون، به عنوان بانوی اول ایالات متحده فعالیت می‌کرد. او نامزد حزب دموکرات در انتخابات ریاست‌جمهوری ۲۰۱۶ بود که نخستین نامزد زنی است که توانسته به چنین جایگاهی در یکی از احزاب اصلی آمریکا برسد و تنها زنی است که آرای مردمی بیشتری برای ریاست‌جمهوری به دست آورد.
هیلاری رادام که اهل منطقه کلان‌شهری شیکاگو است، در سال ۱۹۶۹ از کالج ولزلی که در آنجا نخستین دانشجوی سخنران مراسم دانش‌آموختگی شد، فارغ‌التحصیل شد. او در سال ۱۹۷۳، جی.دی. خود را از مدرسه حقوق ییل دریافت کرد. پس از گذراندن مدت کوتاهی به عنوان مشاور حقوقی در کنگره ایالات متحده آمریکا به آرکانزاس نقل مکان کرد، و در ۱۹۷۵ با بیل کلینتون ازدواج کرد. او در ۱۹۷۷ مدافعین کودکان و خانواده‌های آرکانزاس را بنیان گذاشت، در ۱۹۷۸ نخستین رئیس زن ابرشرکت خدمات قانونی شد، و در ۱۹۷۹ نخستین شریک زن شرکت حقوقی روز شد. او به عنوان بانوی اول آرکانزاس از ۱۹۷۹ تا ۱۹۸۱، و از ۱۹۸۳ تا ۱۹۹۲، رهبری کارگروهی را بر عهده داشت که سامانهٔ مدارس دولتی آرکانزاس را اصلاح کرد، و در هیئت مدیره ابرشرکت‌هایی چون وال‌مارت عضو بود.
ابتکار اصلی او به عنوان بانوی اول ایالات متحده، برنامهٔ مراقبت بهداشتی کلینتون ۱۹۹۳ بود که از به رای گذاشته شدن در سنا بازماند. در سال‌های ۱۹۹۷ و ۱۹۹۹ او نقشی رهبری‌کننده در دفاع از ایجاد برنامهٔ ایالتی بیمهٔ سلامت کودکان، لایحهٔ فرزندخواندگی و خانواده‌های ایمن، و لایحهٔ استقلال نگهداری از کودکان بی سرپرست ایفا کرد. او به عنوان نخستین بانوی اولی که برای ارائهٔ توضیحات به دادگاه احضار شده، در سال ۱۹۹۶ در برابر هیئت منصفهٔ فدرال در خصوص مجادله وایتواتر شهادت داد، گرچه حین ریاست جمهوری همسرش در این خصوص یا دیگر تحقیقات هرگز اتهامی متوجه او نشد. ازدواج او با رئیس‌جمهور در پی رسوایی جنسی بیل کلینتون سال ۱۹۹۸ سوژهٔ توجه گستردهٔ عمومی شد، و نقش کلی او به عنوان بانوی اول با پاسخ قطبیده جامعه آمریکا مواجه شد.
کلینتون پس از نقل مکان به نیویورک، در سال ۲۰۰۰ به عنوان نخستین سناتور زن از نیویورک، و نخستین بانوی اولی که برای منصب انتخابی رقابت کرده به سنای ایالات متحده برگزیده شد. در پی حملات ۱۱ سپتامبر، او به جنگ افغانستان و قطعنامه عراق رای موافق داد و از آن حمایت کرد، ولی متعاقباً با نحوهٔ اجرای جنگ عراق از سوی دولت جرج بوش و نیز بیشتر سیاست‌های داخلی دولت بوش مخالفت کرد. کلینتون در سال ۲۰۰۶ بار دیگر به سنا برگزیده شد. او در رقابت برای کسب نامزدی حزب دمکرات در انتخابات ریاست‌جمهوری ۲۰۰۸، از هر نامزد زن دیگری در طول تاریخ انتخابات مقدماتی نماینده‌های گزینندهٔ به مراتب بیشتری برنده شد ولی در نهایت نامزدی را به اوباما باخت.
کلینتون به عنوان وزیر امور خارجه در دولت اوباما از ژانویه ۲۰۰۹ تا فوریه ۲۰۱۳، جلودار پاسخ آمریکا به بهار عربی و مدافع مداخله نظامی در لیبی بود. او مسئولیت کاستی‌های امنیتی مرتبط با حمله ۲۰۱۲ بنغازی، که منجر به مرگ کارکنان کنسولگری آمریکا شد را پذیرفت، ولی از اقدامات شخصیش در آن خصوص دفاع کرد. کلینتون «قدرت هوشمند» با ترکیب قدرت نظامی و دیپلماسی و توانایی‌های آمریکا در اقتصاد، فناوری و دیگر زمینه‌ها را به عنوان استراتژی اعمال رهبری و ارزشهای آمریکایی قلمداد می‌کرد. او از رسانه‌های اجتماعی برای مخابرهٔ پیام آمریکا به خارج استفاده کرد. کلینتون به سازمان‌دهی رژیم تحریم‌های بین‌المللی و منزوی کردن دیپلماتیک ایران، در تلاش برای مجبور ساختن آن کشور به محدودسازی برنامه هسته‌ای‌اش کمک کرد، این تلاش‌ها نهایتاً منجر به توافق بین‌المللی برنامه جامع اقدام مشترک در سال ۲۰۱۵ شد. او در پی ترک این منصب در پایان دوره اول ریاست جمهوری اوباما پنجمین کتاب خود را نوشت و پیش از اعلان دومین رقابت خود برای کسب نامزدی حزب دمکرات در انتخابات ریاست جمهوری سال ۲۰۱۶، در آوریل ۲۰۱۵، برای رخدادهای متعددی سخنرانی کرد.
کلینتون پس از کسب بیشتر آرا و دلگت‌ها در انتخابات مقدماتی سال ۲۰۱۶ حزب دمکرات، رسماً نامزدی حزب خود را برای ریاست جمهوری آمریکا در ۲۸ ژوئیه ۲۰۱۶ پذیرفت. او سناتور ایالات متحده تیم کین را برای رقابت به همراه خود برای سمت معاون رئیس‌جمهور ایالات متحده آمریکا برگزید. کلینتون نخستین زنی شد که از سوی یکی از احزاب اصلی آمریکا برای ریاست جمهوری نامزد شده است. او در پلتفرم انتخاباتی خود بر افزودن بر درامدها، بهبود و اصلاح امور مالی کمپین‌های انتخاباتی و وال استریت تأکید کرده است. او موافق فراهم آوری راهی برای شهروند کردن مهاجرین غیرقانونی و حفاظت از حقوق زنان و دگرباشان است و از فراهم آوردن آمادگی پیش از مدرسه همگانی و مرخصی با حقوق پس از زایمان برای والدین حمایت می‌کند. کلینتون این انتخابات را با کسب آرای کمتر مجمع گزینندگان نسبت به دونالد ترامپ واگذار کرد ولی آرای مجموع مردمی بیشتری از او به دست آورد.

## اوایل زندگی

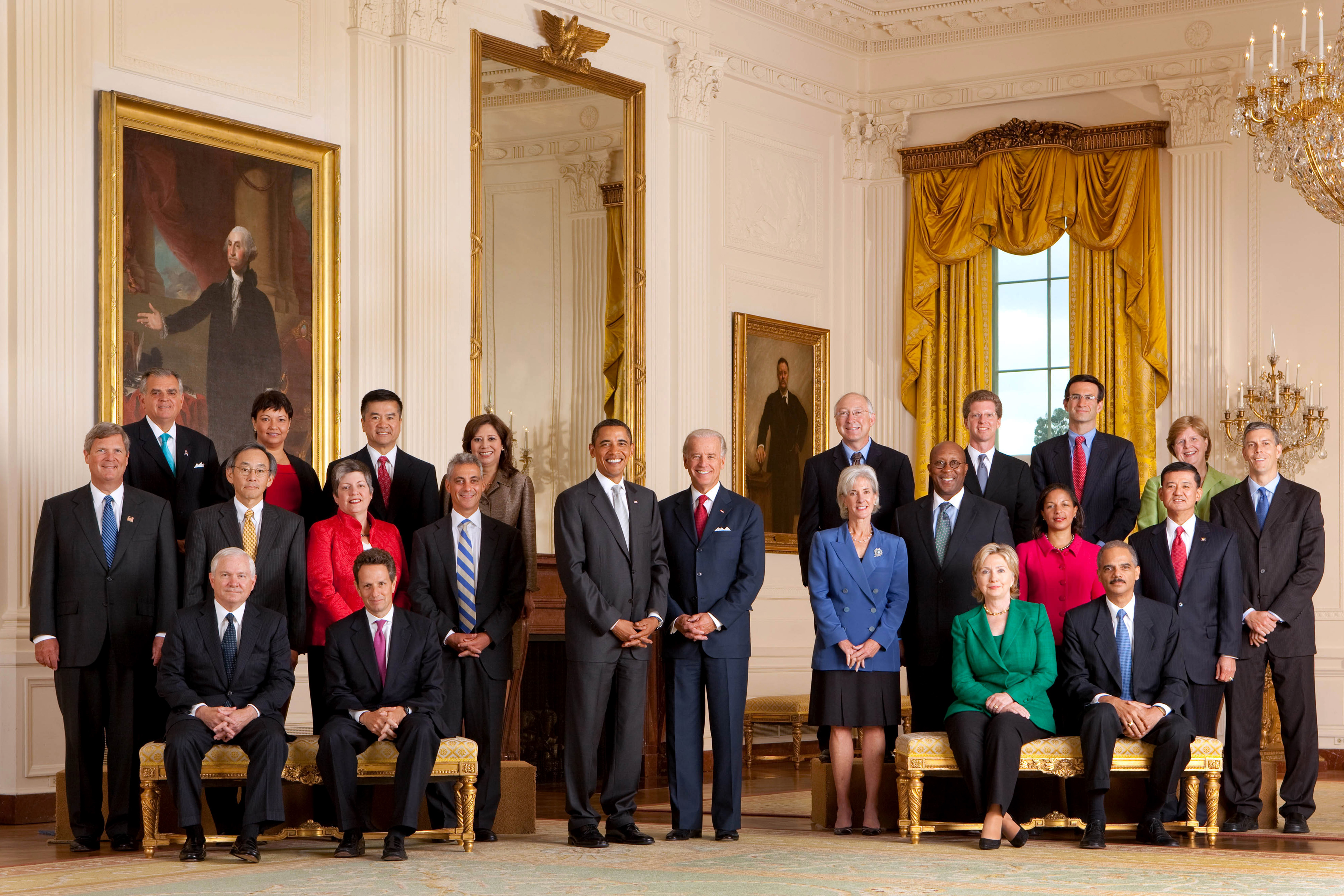
کابینه اول باراک اوباما، رئیس‌جمهوری آمریکا، در اتاق شرقی سال ۲۰۰۹ ردیف اول ایستاده از چپ به راست: ری لحود، لیسا جکسون، گری لاک، هیلدا سولیس، باراک اوباما، جو بایدن، کن سالازار، شان داناون، پیتر اورزاگ، کریستینا رومر، آرنی دانکن ردیف دوم ایستاده: تام ویلساک، استیون چو، جنت ناپالیتانو، رام امانوئل، کاتلین سیبیلیوس، ران کرک، سوزان رایس، اریک شینسکی ردیف سوم نشسته: رابرت گیتس، تیموتی گایتنر، هیلاری کلینتون، اریک هولدر

وی فرزند نخست دروتی و هیو رادام بود. هیلاری و برادرانش تونی و هیو در بریج پارک در حومه شهر شیکاگو در ایالت ایلینوی رشد یافت. بعد از پایان تحصیلات در کالج ولزلی در رشته علوم سیاسی در سال ۱۹۶۹ وارد مدرسه حقوق دانشگاه ییل شد، و در این مکان برای نخستین بار با بیل کلینتون آشنا شد. او در سال ۱۹۷۳ مدرک جی دی را از همین دانشگاه دریافت کرد.

## ازدواج، خانواده، کار حقوقی و بانوی اولی آرکانزاس
پس از مردود شدن در آزمون کانون وکلای واشینگتن، دی.سی. و قبولی در آزمون آرکانزاس تصمیم گرفت از «قلبش و نه سرش پیروی کند» او به دنبال بیل کلینتون به آرکانزاس رفت. در ۱۹۷۴ رادام به فایت‌ویل نقل مکان کرد، و یکی از تنها دو عضو زن هیئت علمی مدرسه حقوق دانشگاه آرکانزاس شد.

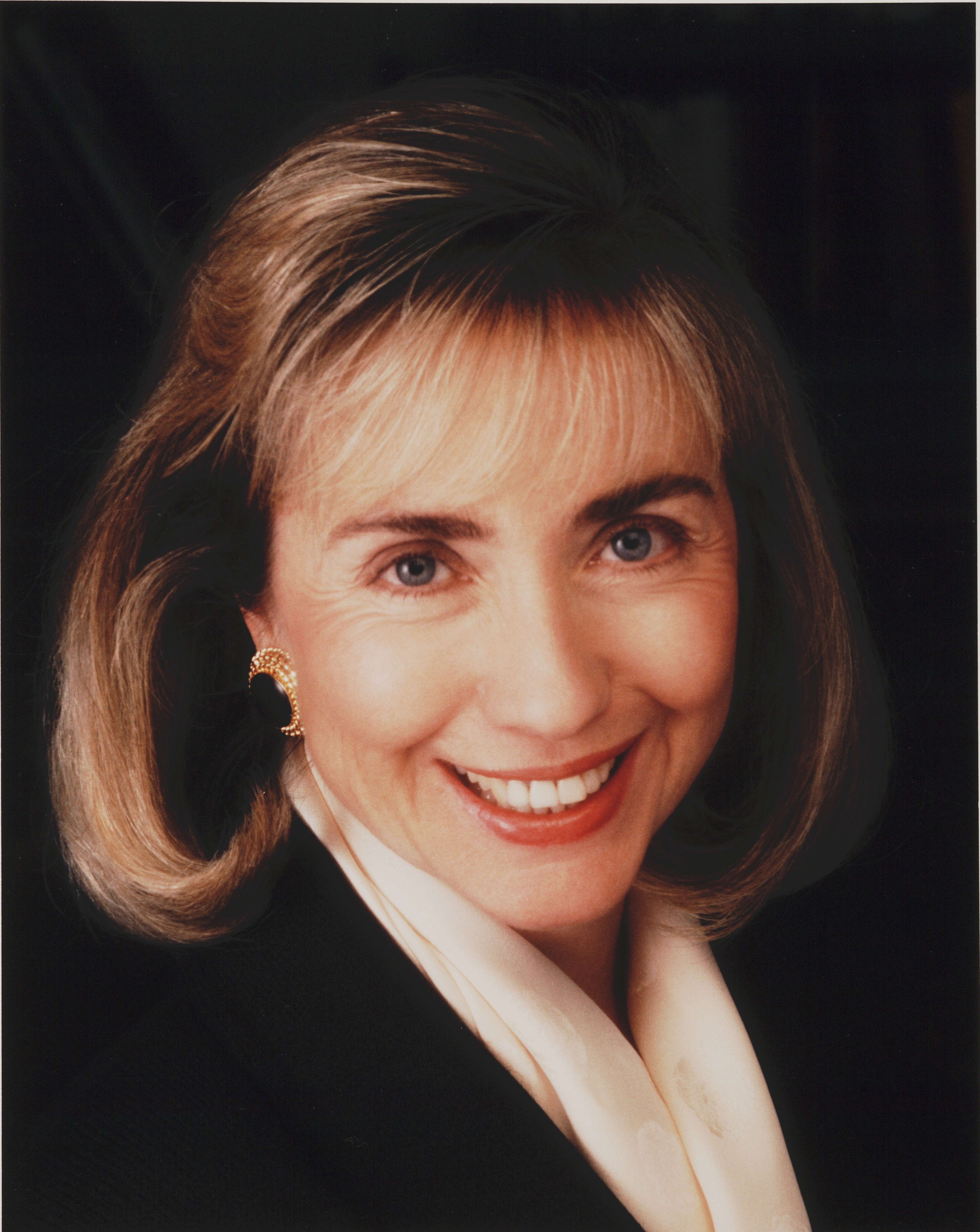
در سال ۱۹۹۲

بعد از مدتی در آرکانزاس در کنار بیل کلینتون که فعالیت زیادی را برای تبدیل شدن به یک سیاست‌مدار حرفه‌ای آغاز کرده بود مشغول شد. بیل کلینتون و هیلاری در سال ۱۹۷۵ با هم ازدواج کردند. هیلاری در سال ۱۹۷۶ عضو هیئت علمی دانشکده حقوق دانشگاه آرکانسا و همچنین عضو مؤسسه حقوقی (Rose law) شد. در سال ۱۹۷۴ در اوج رسوایی واترگیت، هیلاری به عنوان دستیار کمیتهٔ قضایی کاخ سفید که پیرامون ریچارد نیکسون تحقیق می‌کرد مشغول کار شد. در سال ۱۹۸۰ بیل و هیلاری صاحب دختری به نام چلسی شدند. در این موقع همسرش بیل کلینتون به عنوان دادستان کل و بعد از مدتی فرماندار آرکانزاس انتخاب شد هیلاری به مدت ۱۲ سال بانوی اول آرکانزاس بود. او همچنین هوادار سرسخت تأمین رفاه برای کودکان و آموزش و پرورش مناسب و استاندارد بود.

## بانوی اول ایالات متحده
با انتخاب بیل کلینتون به عنوان ریاست جمهوری، هیلاری، بانوی اول کشور شد. او همچنان فعالیت‌های عام‌المنفعهٔ خود را ادامه داد در سال ۱۹۹۳ مسئول گروه ویژه با نام (Health Care Reform) که وظیفه اصلاحاتی را در بخش سلامت جامعه را بر عهده داشت انتخاب شد.

### رسوایی لوینسکی
در سال ۱۹۹۸ وقتی تحقیقات فاش کرد رئیس‌جمهور با مونیکا لوینسکی از کارآموزان کاخ سفید رابطهٔ خارج از ازدواج داشته‌است، رابطهٔ کلینتون‌ها در مظان تردید واقع شد. وقایع پیرامون رسوایی جنسی بیل کلینتون نهایتاً منجر به استیضاح بیل کلینتون از سوی مجلس نمایندگان شد. وقتی اتهامات علیه شوهر هیلاری کلینتون علنی شد، او اظهار کرد که این اتهامات ناشی از یک «توطئه گسترده دست راستی» هستند، و تهمت‌های لوینسکی را جدیدترین بخش از یک رشته تهمت‌های طولانی، سازمان دهی شده توسط دشمنان بیل کلینتون تا هر خلافی از سوی شوهرش توصیف کرد. او بعدتر گفت که ادعاهای ابتدایی شوهرش که هیچ رابطه‌ای به وقوع نپیوسته بوده، او را به اشتباه انداخته بوده‌است. پس از اینکه شواهد روابط کلینتون با لوینسکی غیرقابل مناقشه شد، هیلاری کلینتون بیانیه‌ای علنی منتشر کرد و بر تعهد او به ازدواجشان تأکید کرد، ولی گزارش شده که به‌طور خصوصی از او شدیداً عصبانی بوده و مطمئن نبوده می‌خواهد ازدواجشان باقی بماند.
واکنش‌های عمومی متفاوت بود: برخی زنان استحکام و وقار او در امور خصوصی علنی شده را ستودند، برخی با او به عنوان قربانی رفتار بی‌عاطفهٔ شوهرش همدردی کردند، دیگران او را به عنوان مؤید بی‌ملاحظگی شوهرش مورد انتقاد قرار دادند، و دیگران او را متهم به ماندن در ازدواجی شکست‌خورده به منظور روشی برای حفظ یا حتی پیشبرد نفوذ سیاسی خودش مورد انتقاد قرار دادند. میزان رضایت عمومی از او حین این وقایع به ۷۰ درصد رسید، بالاترین میزانی که هرگز او مورد رضایت عمومی بوده‌است. او در خاطرات سال ۲۰۰۳ خود تصمیمش را برای ماندن در ازدواج مرتبط با «عشقی که دهه‌ها پایدار مانده بود» دانست و افزود: «هیچ‌کس مرا بهتر از بیل نمی‌فهمد و بهتر از او نمی‌تواند مرا بخنداند. حتی پس از همهٔ این سال‌ها او هنوز جذاب‌ترین، نیروبخش‌ترین و سرزنده‌ترین شخصی است که هرگز دیده‌ام.»

## سناتور ایالات متحده
در پی اعلام بازنشستگی دانیل پاتریک موینیهان از سناتوری نیویورک، چهره‌های برجستهٔ دمکرات چون چارلز بی. رنگل از کلینتون خواستند برای کرسی او در انتخابات سال ۲۰۰۰ به رقابت بپردازد. پس از تصمیم او برای نامزدی، کلینتون‌ها در سپتامبر ۱۹۹۹ خانه‌ای در شمال نیویورک در چاپاکوآ، نیویورک خریداری کردند. او نخستین بانوی اول آمریکا شد که برای یک مقام انتخابی نامزد می‌شد. در انتخابات سراسری او در برابر ریک لیزیو نمایندهٔ جمهوریخواه حوزه انتخابیه دوم نیویورک در مجلس نمایندگان قرار گرفت. در جریان مبارزات انتخاباتی مخالفان کلینتون را از آنجا که هرگز در نیویورک نه زندگی کرده بود و نه پیش از این رقابت در سیاست این ایالت شرکت کرده بود، به خانه به دوشی متهم کردند.
در سال ۲۰۰۰ هیلاری کلینتون به عنوان سناتور ایالت نیویورک انتخاب شد او یکی از اولین زنان منتخب در مجلس سنای ایالات متحده آمریکا بود.

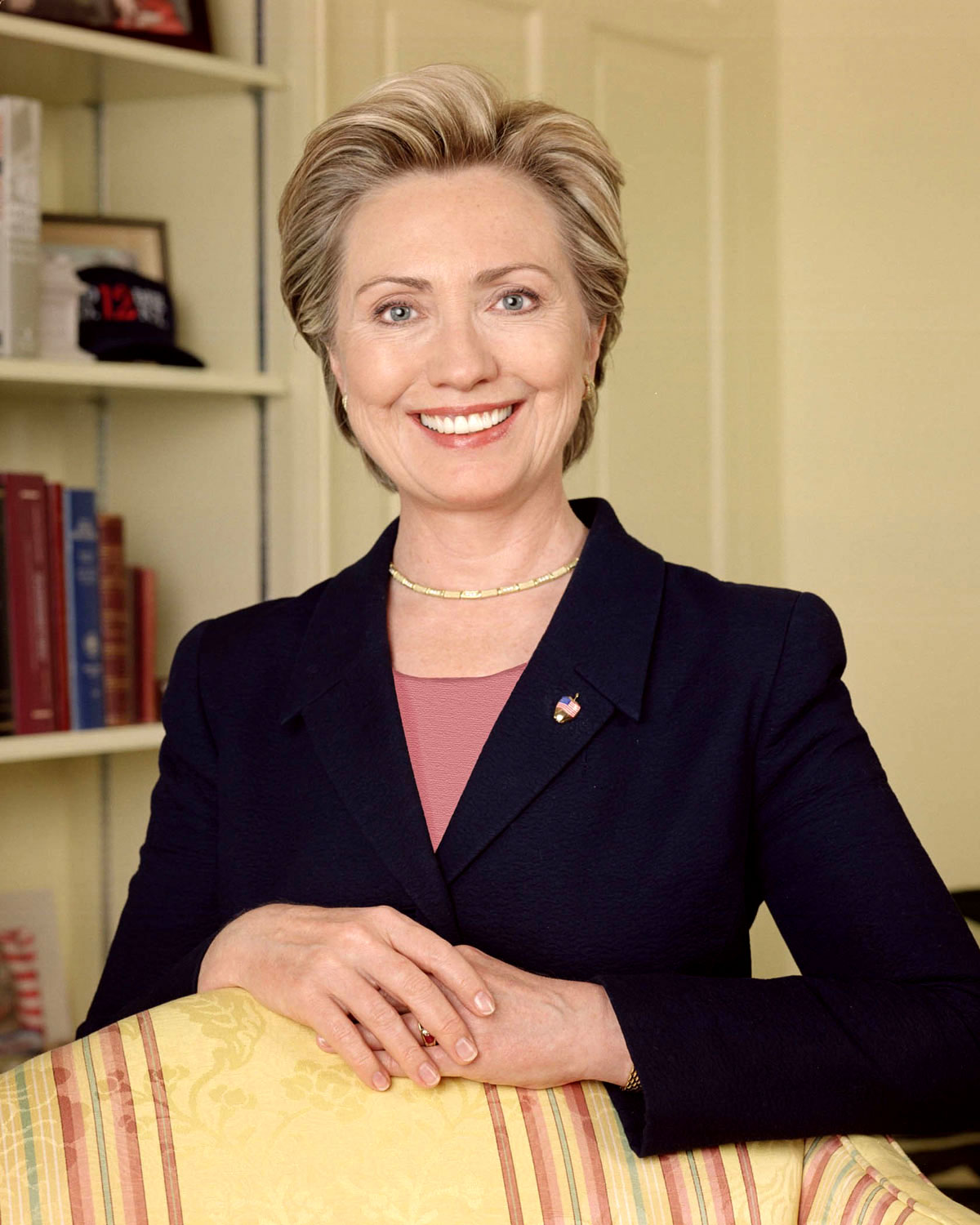
پرتره رسمی سناتور کیلینتون

در پی حملات ۱۱ سپتامبر کلینتون خواستار دریافت بودجه برای بهسازی نیویورک سیتی و ارتقای امنیتی در ایالتش شد. تلاش او به همراه سناتور ارشدتر نیویورک چاک شومر در تأمین ۲۱ میلیارد دلار بودجه برای بازسازی جایگاه مرکز تجارت جهانی کلیدی بود.
کلینتون به لایحه میهن‌دوستی در اکتبر ۲۰۰۱ رأی داد. در سال ۲۰۰۵ که لایحه باید تمدید می‌شد، او پیش از رأی به منظور رفع دغدغه‌ها در خصوص آزادی‌های مدنی در آن کار کرد، و سپس به نفع لایحهٔ جدیدی در پی سازش حاصل شده در مارس ۲۰۰۶ رأی داد که حمایت اکثریت بزرگی را به دست آورد.
کلینتون قویاً از مداخلهٔ نظامی آمریکا در افغانستان در سال ۲۰۰۱ حمایت کرد و گفت این اقدام فرصتی برای مبارزه با تروریسم و در عین حال ارتقای زندگی زنان افغانی است که در دولت طالبان در رنج هستند. کلینتون در اکتبر ۲۰۰۲ به قطعنامه جنگ عراق که به رئیس‌جمهور جرج دبلیو بوش اجازهٔ استفاده از نیروی نظامی علیه عراق را می‌داد رأی موافق داد.

## مبارزات ریاست‌جمهوری سال ۲۰۰۸
هیلاری کلینتون پس از یک مبارزه انتخاباتی درون حزبی که ۱۸ ماه به طول انجامید، در تاریخ ۷ ژوئن ۲۰۰۸ اعلام کرد که به تلاش‌های خود برای احراز سمت اولین رئیس‌جمهور زن آمریکا پایان داده‌است و از باراک اوباما برای احراز مقام ریاست‌جمهوری ایالات متحده آمریکا حمایت کرد.

## وزیر امور خارجه
در اول دسامبر سال ۲۰۰۸ باراک اوباما به‌طور رسمی هیلاری کلینتون را به عنوان وزیرخارجه دولت خود معرفی کرد
کلینتون در ۲۱ ژانویه ۲۰۰۹ از سنا رأی اعتماد گرفت و همان روز به عنوان وزیر امور خارجه سوگند خورد و از سنا استعفاء داد. او نخستین بانوی اول سابق است که در کابینه ایالات متحده آمریکا کار کرده‌است.
کلینتون در یکی از مصاحبه‌های خود با بی‌بی‌سی فارسی و صدای آمریکا به حمایت ایالات متحده از تجمعات سیاسی داخلی ایران پرداخت و گفت: «از درون جنبش اعتراضی این صدا شنیده می‌شد که آمریکا باید مواظب باشد که طوری عمل نکند که عامل و حامی اصلی این جنبش جلوه کند چون اعتبار جنبش و امنیت هواداران آن به خطر می‌افتد؛ مثلاً در لیبی، مخالفان قذافی اعلام کردند که از هرگونه حمایت خارجی استقبال می‌کنند و ما هم حمایت کردیم، اما رهبران اعتراضات ایران چنین استقبالی نمی‌کردند.»
با گسترش اعتراضات بهار عربی در سراسر منطقه، کلینتون در صف مقدم پاسخ آمریکا به آن قرار داشت، پاسخی که او نیز قبول داشت که گاهی ضد و نقیض بود، از برخی حکومت‌ها حمایت می‌کرد در حالی که از معترضین علیه برخی دیگر حمایت می‌کرد. با وقوع جنگ داخلی لیبی تغییر موضع کلینتون در حمایت از مداخلهٔ نظامی او را در ردیف سفیر آمریکا در سازمان ملل سوزان رایس و سامانتا پاور از چهره‌های شورای روابط خارجی قرار داد و نقطه چرخشی کلیدی در غلبه بر مخالفت درونی در دولت از سوی گیتس وزیر دفاع، مشاور امنیتی تامس دانیلن، و جان برنان مشاور ضد تروریسم در جذب حمایت اعراب و تأیید سازمان ملل برای مداخله نظامی در لیبی (۲۰۱۱) بود.
در ۱۱ سپتامبر ۲۰۱۲، کنسولگری آمریکا در بنغازی، لیبی مورد حمله قرار گرفت که منجر به مرگ کریستوفر استیونز سفیر آمریکا و سه آمریکایی دیگر شد. حمله و سؤالات پیرامون امنیت کنسولگری آمریکا و توضیحات متغیر در پی آن در خصوص آنچه رخ داد، در آمریکا از نظر سیاسی مجادله‌برانگیز شد. کلینتون در ۱۵ اکتبر گفت او در خصوص مسئلهٔ قصورهای امنیتی مسئولیت می‌پذیرد، با این وجود توضیحات متفاوت ناشی از گیجی اجتناب ناپذیر مه جنگ در پی حوادث این‌چنینی بوده‌است. در ۱۹ دسامبر هیئتی به رهبری تامس آر. پیکرینگ و مایک مولن گزارش خود را در این خصوص منتشر کرد. این گزارش شدیداً از مسئولین وزارت امور خارجه در واشینگتن به دلیل بی‌توجهی به درخواست برای نگهبانان بیشتر و ارتقای امنیتی و قصور در تأمین رویه‌های امنیتی در محیطی که امنیتش در حال کاهش بود، انتقاد کرد. انتقادات متمرکز بر دفتر امنیت دیپلماتیک و دفتر امور خاور نزدیک بود، چهار مسئول وزارت خارجه در سطح دستیار وزیر و پایین‌تر در نتیجهٔ آن از مقام خود برکنار شدند. کلینتون گفت نتایج این گزارش را می‌پذیرد و این که تغییراتی برای پیاده‌سازی پیشنهادها در دست اقدام است. کلینتون در ۲۳ ژانویه ۲۰۱۳ در برابر کنگره در خصوص حملهٔ بنغازی شهادت داد. او از اقداماتش در پاسخ به واقعه دفاع کرد و با وجود پذیرش مسئولیت رسمی، گفت از قبل هیچ نقش مستقیمی در مباحثات خاص در خصوص امنیت کنسولگری نداشته‌است. جمهوری‌خواهان کنگره او را در موارد متعدد مورد چالش قرار دادند که گاهی باعث پاسخ‌های احساسی یا عصبی از سوی او شد.
او در روز ۳۱ دسامبر ۲۰۱۲ در بیمارستان پرسبیترین نیویورک به دلیل عارضه لخته خونی بستری شد. او همچنین اواسط ماه دسامبر هنگامی که در خانه تنها بود به دلیل درمان یک ویروس معده دچار بیهوشی شد.
درمان وی روز ۱۳ دسامبر آغاز و از او خواسته شد تا سفر به آفریقای شمالی و خاورمیانه که برای هفته بعد از آن تنظیم شده بود را لغو کند.
هیلاری کلینتون روز جمعه اول فوریه ۲۰۱۳ به‌طور رسمی از سمت خود به عنوان وزیر خارجه آمریکا کناره‌گیری کرد. جان کری در کابینه جدید باراک اوباما جایگزین کلینتون شد.

### مسئلهٔ ایمیل‌ها
استفادهٔ کلینتون از عامل انتقال پیغام (سرور) شخصی در سراسر دوره‌اش به عنوان وزیر امور خارجه، به جای سرور وزارتی، به دلیل دغدغه‌ها در خصوص امنیت ایمیل‌هایی که او ارسال و دریافت کرده بود، موجود بودن و حفظ آن‌ها به منظور درخواست‌های قانون دسترسی آزاد به اطلاعات و دفتر ملی بایگانی و مدارک آمریکا، و این که آیا اقدامات او هیچ‌یک از قوانین، مقررات یا دستورالعمل‌های فدرال را نقض کرده، توجه گستردهٔ عمومی را برانگیخت. کلینتون در پاسخ گفت که او چند ماه پیشتر همهٔ ایمیل‌های مرتبط با کارش در وزارت امور خارجه را در پی درخواست آن‌ها تحویل داده و می‌خواهد که آن‌ها علناً منتشر شوند، ولی گفت هیچ ایمیل شخصی را تحویل نخواهد داد و آن‌ها را حذف کرده‌است. کمیتهٔ منتخب مجلس نمایندگان در خصوص حمله به کنسولگری آمریکا در بنغازی درخواست کرد سرور ایمیل او به منظور راستی آزمایی اظهاراتش به‌طور مستقل بررسی شود ولی وکیل کلینتون گفت که همهٔ ایمیل‌های باقی‌مانده حذف شده و دیگر موجود نیست. برخی کارشناسان، مقامات، و نمایندگان کنگره بیان داشتند که استفادهٔ وی از نرم‌افزار پیام‌رسانی شخصی و حذف نزدیک به ۳۲۰۰۰ ایمیل که او شخصی تلقی‌شان می‌کرده، ناقض پروتکل‌ها و رویه‌های وزارت خارجه، و قوانین و مقررات فدرال در خصوص مدیریت مستندات بوده‌است. این باعث شروع تحقیق اف‌بی‌آی در خصوص نحوهٔ نگهداری اطلاعات طبقه‌بندی شد.

## بنیاد کلینتون
پس از ترک وزارت امور خارجه، این اولین بار پس از سی سال بود که او هیچ مقام دولتی نداشت. با این که جز استراحت برنامه‌ای برای آینده اش نداشت، شروع به کار بر جلد دیگری از خاطراتش کرد و به همسر و دخترش به عنوان عضوی از بنیاد کلینتون پیوست. او در آنجا بر تلاش‌های بر توسعهٔ امور کودکان تمرکز کرد و در زمینهٔ تلاش جهانی برای نام‌نویسی دختران در مدارس راهنمایی تلاش کرد. بنیاد شروع به پذیرش کمک‌های مالی از دولت‌های خارجی که از زمانی که او وزیر بود متوقف شده بود، کرد. او همچنین شروع به سخنرانی‌های پولی کرد و حدود ۲۰۰٬۰۰۰ دلار برای هر سخنرانی دریافت کرد. او همچنین به نیابت از بنیاد، برخی سخنرانی‌های غیرپولی را انجام داد. در سپتامبر ۲۰۱۴ دختر او دختری به نام شارلوت به دنیا آورد. در آوریل ۲۰۱۵ هیلاری با شروع مبارزات انتخاباتیش از بنیاد کلینتون استعفاء داد و بنیاد اعلام کرد دیگر فقط از شش کشور اروپایی و استرالیا کمک مالی می‌پذیرد.

## مبارزات ریاست‌جمهوری ۲۰۱۶
کلینتون در ۱۲ آوریل ۲۰۱۵، از طریق انتشار یک ویدئو کاندیداتوری خود در انتخابات ریاست‌جمهوری سال ۲۰۱۶ را اعلام کرد. کلینتون انتخابات مقدماتی آیووا را با اختلاف نزدیکی نسبت به برنی سندرز برنده شد. او در نیو همپشر، با بیش از ۲۰ درصد اختلاف رقابت را واگذار کرد.
نهایتاً او با کسب ۱۷ میلیون رأی و ۲۲۱۹ دلگت در برابر ۱۳ میلیون رأی و ۱۸۳۲ دلگت رقیبش برنی سندرز نامزدی حزب دمکرات در انتخابات ریاست‌جمهوری را به دست آورد.

## تئوری توطئه
پس از برگزاری انتخابات ریاست جمهوری ۲۰۱۶ و پیروزی دونالد ترامپ، کلینتون بدون ارائه سند و مدرکی ادعا کرد که روسیه در انتخابات دخالت کرده، به گونه‌ای که منجر به پیروزی ترامپ شده‌است. این ادعا هیچ‍گاه مورد تأیید قرار نگرفت و میان رأی‌دهندگان دمکرات هم چندان مقبولیتی نیافت و همچنین تجمع اعتراضی و راهپیمایی از این جهت برگزار نشد.

## مواضع سیاسی

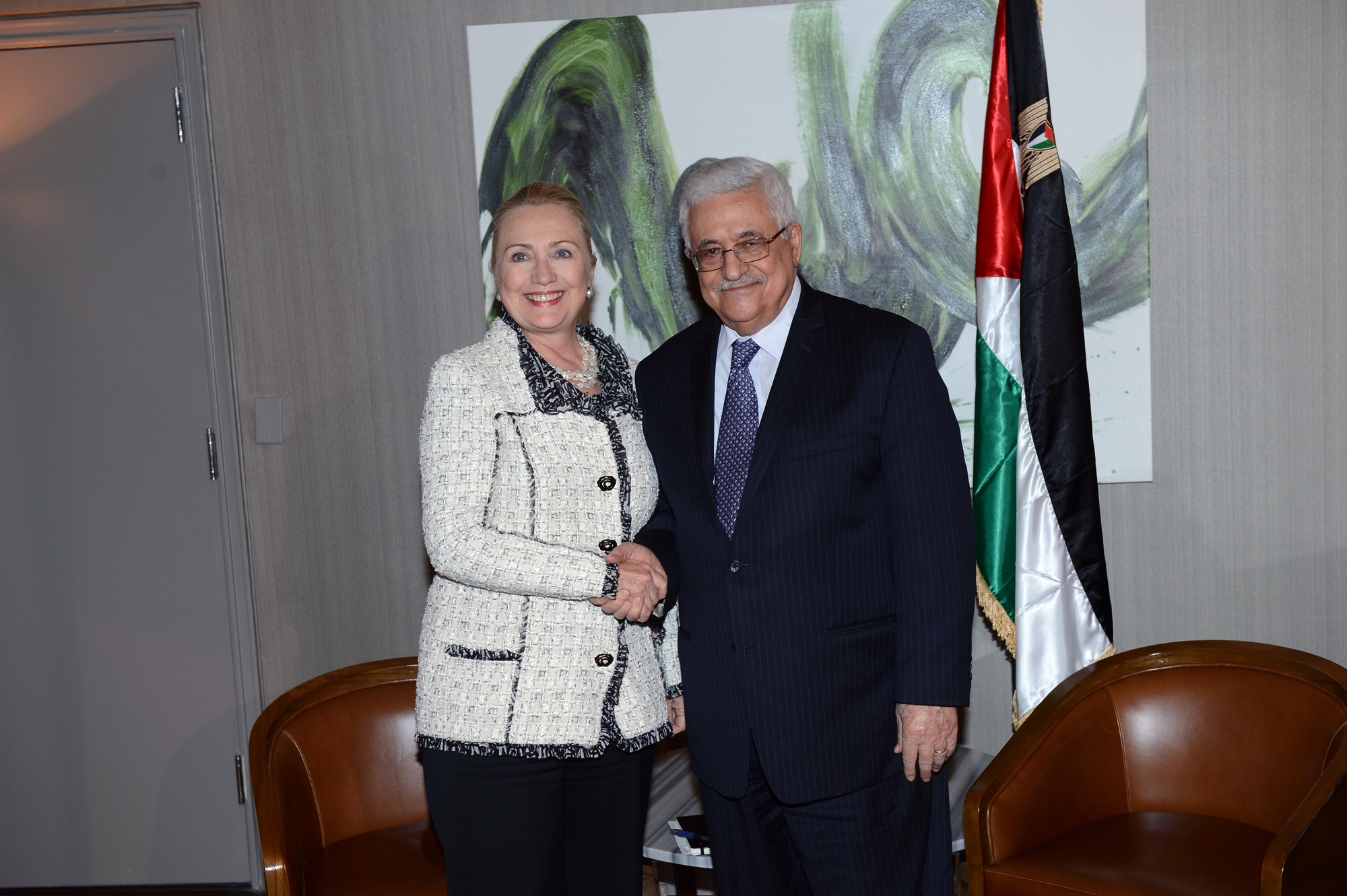
کلینتون و محمود عباس رئیس‌جمهور تشکیلات خودگردان فلسطین

سازمان‌های گوناگون سعی کرده‌اند با استفاده از رأی‌های کلینتون در سنا جایگاه او در طیف سیاسی را به‌طور علمی اندازه‌گیری کنند. نشنال ژورنال در مطالعه‌ای منتشره در سال ۲۰۰۴، درجهٔ ۳۰ را به کلینتون تخصیص داد، (در این درجه‌بندی ۱ لیبرال‌ترین و ۱۰۰ محافظه‌کارترین است) رده‌بندی‌های بعدی نشنال ژورنال کلینتون را در سال ۲۰۰۶ در جایگاه سی و دومین و در سال ۲۰۰۷ در جایگاه شانزدهمین سناتور لیبرال قرار داد.
تحلیلی در دانشگاه استنفورد در سال ۲۰۰۴ او را در جایگاه ششمین تا هشتمین سناتور لیبرال قرار داد.
در سیاست خارجی، کلینتون در اکتبر ۲۰۰۲ به قطعنامه مجوز استفاده از نیروی نظامی علیه عراق در سنا رأی موافق داد، رأیی که بعدتر گفت از آن «افسوس» می‌خورد. در سال ۲۰۱۲ او موافق مسلح کردن جنگجویان شورشی سوریه بود و خواهان برکناری بشار اسد از قدرت شده‌است. او حامی بمباران یوگسلاوی توسط ناتو در سال ۱۹۹۹ و مداخله نظامی به رهبری ناتو در لیبی در سال ۲۰۱۱ به منظور سرنگونی معمر قذافی رهبر لیبی بود. کلینتون موافق حفظ نفوذ آمریکا در خاورمیانه است. او به کمیته روابط عمومی آمریکا و اسرائیل گفته، «آمریکا هرگز وقتی پای امنیت و بقای اسرائیل در میان باشد بی‌طرف نخواهد بود.» کلینتون از حق اسرائیل برای دفاع از خود در جریان جنگ اسرائیل و لبنان ۲۰۰۶ و نبرد ۲۰۱۴ اسرائیل و غزه حمایت کرده‌است. او از راه حل دو دولت بین اسرائیل و فلسطینیان حمایت می‌کند. او خود را «حامی سرسخت و تزلزل ناپذیر امنیت و ایمنی اسرائیل» می‌خواند. او عدم حمایت از برخی شورشیان معتدل سوری را باعث بروز خلأ قدرت و ظهور داعش می‌داند.
کلینتون همچون بیشتر دمکرات‌های عالی‌رتبه خواهان اقدام حکومتی برای مقابله با تغییر اقلیمی است. او از سیاست سقف و تجارت (cap and trade) که در چارچوب آن شرکت‌ها می‌توانند با مبادلهٔ اعتبار کربن از انتشار گازهای گلخانه‌ای بکاهند، حمایت کرده‌است. کلینتون از تصمیم اجرایی رئیس‌جمهور اوباما برای تغییر سیاست مهاجرتی حمایت کرده‌است. افراد نزدیک به او، سیاست اقتصادی او را بالا بردن حداقل دستمزد، بستن راه‌های گریز مالیات ابرشرکت‌ها کاستن از مالیات طبقهٔ متوسط و سرمایه‌گذاری بر زیرساخت‌ها اعلام کرده‌اند. او از قانون ۲۰۱۰ داد-فرنک به منظور شدیدتر کردن مقررات مالی حمایت کرده ولی به دلیل پیوندهای گستردهٔ خانواده اش با بخش مالی از جمله ایراد سخنرانی در قبال دریافت پول در وال استریت در معرض انتقاد قرار گرفته‌است.
او از سوی مجلهٔ فوربس به عنوان پنجمین زن قدرتمند جهان در سال ۲۰۱۲ انتخاب شد.

## مکتوبات
وی در ۱۰ ژوئن ۲۰۱۴ کتاب خاطراتش را تحت عنوان «انتخاب‌های سخت» منتشر کرد. بنگاه انتشاراتی سایمون و شوستر، یک میلیون نسخه از کتاب خاطرات کلینتون را چاپ کرد.

## نگارخانه

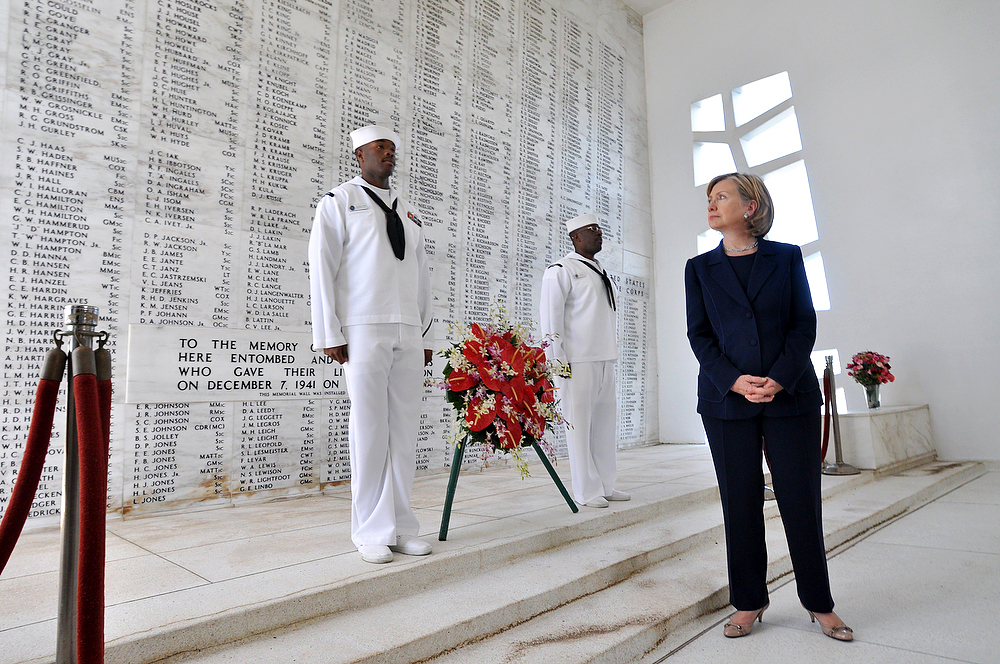
دیدار از یادبود کشته شدگان آمریکا در جنگ‌های جهانی
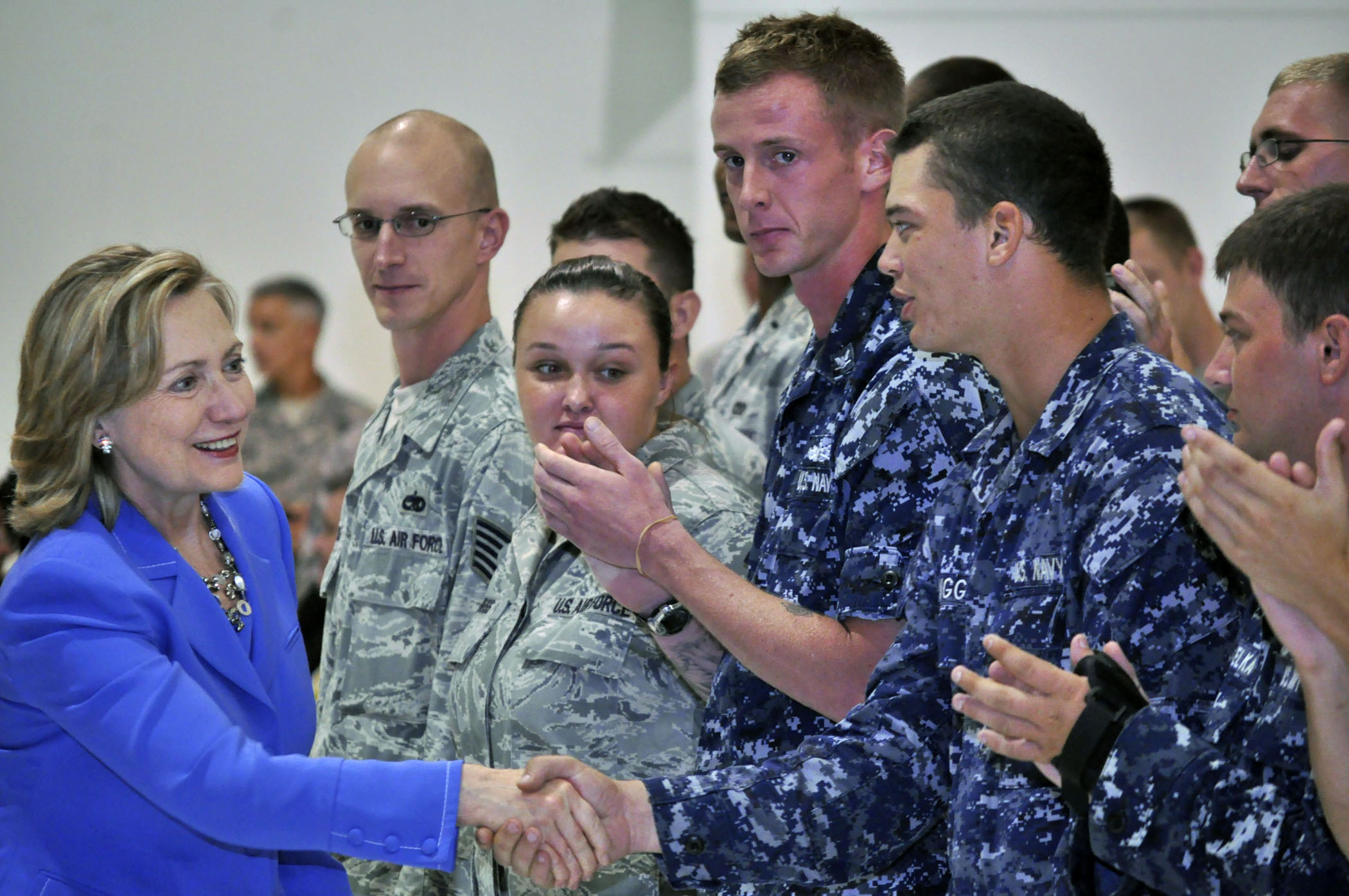
در دیدار از نیروهای نظامی
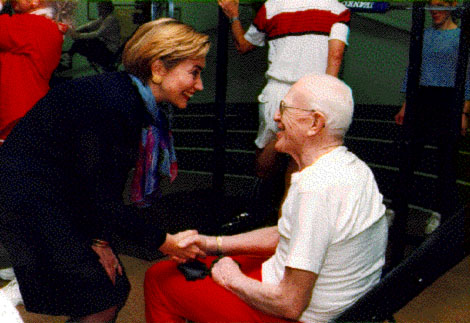
در حال دیدار از سالمندان در ۱۹۹۳ در جریان اصلاح قوانین درمان پزشکی
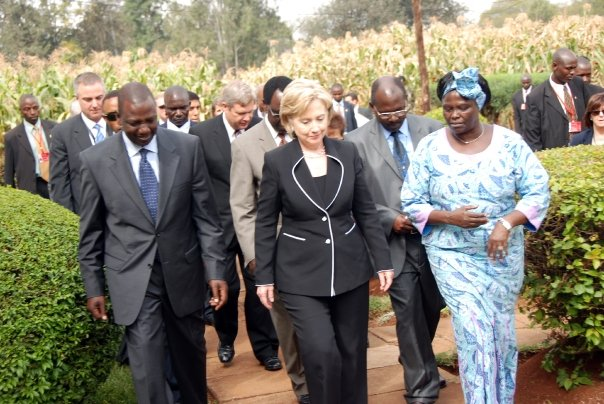
در کنیا